# Jackie Geary
Pour les articles homonymes, voir Geary.
Jackie Geary (née le 22 août 1977 à Port Jefferson, dans l'État de New York) est une actrice américaine.

## Biographie
Jackie Geary joue un rôle récurrent comme l'agent Susan Grady dans la série télévisée NCIS : Enquêtes spéciales. 
Elle joue dans Rizzoli et Isles le rôle d'une femme nommée Mme McGee.

## Filmographie

### Cinéma
- 2007: Look : Paige
- 2008: Polar Opposites : Kimi
- 2009: Miss Ohio : Cassie
- 2013: White House Down  : Jenna Bydwell

### Télévision
- 2003: What I Like About You (série télévisée) : Kira Martin
- 2003: Good Morning, Miami (série télévisée) : Angela
- 2003: Will et Grace (série télévisée)
- 2005: Passions (série télévisée)
- 2005: La Vie avant tout (série télévisée) : Caroline
- 2005: LAX (série télévisée) : Opal
- 2005: The Inside : Dans la tête des tueurs (série télévisée) : Mousey Control Freak
- 2006: Related (série télévisée) : Justine
- 2006: Esprits criminels (série télévisée) : Pinky Robertson
- 2009: FBI : Portés disparus (série télévisée) : Audrey Salke
- 2009: United States of Tara (série télévisée) : Kirston
- 2009: Castle (série télévisée) : Maggie Dowd
- 2010: Bones (série télévisée) : Geneva Soloway
- 2011: NCIS : Enquêtes spéciales (série télévisée) : Agent Susan Grady
- 2011: Rizzoli et Isles - Autopsie d'un meurtre (série télévisée) : Maggie McGee
- 2012: Suburgatory (série télévisée) : Ewans
- 2012: Weeds (série télévisée) : Deb
- 2013: Jon and Jen Are Married (série télévisée) : Jen
- 2014: Murder (série télévisée) : Jackie Groves (saison 1, épisode 11)
- 2017: 13 Reasons Why (série télévisée) : Amber Foley